# Buoux
Buoux ist eine französische Gemeinde mit 103 Einwohnern (Stand 1. Januar 2022) im Département Vaucluse in der Region Provence-Alpes-Côte d’Azur.

## Geographie
Buoux liegt fünf Kilometer südlich der Stadt Apt. Weitere Nachbargemeinden sind Bonnieux, Lourmarin, Vaugines, Sivergues und Saignon.

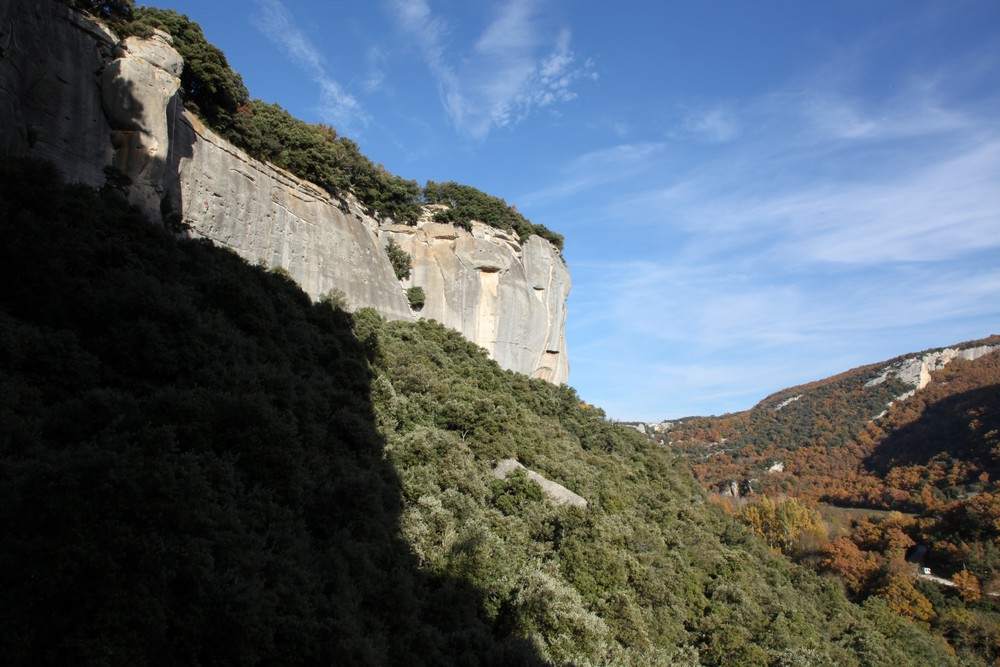
Felswand in Buoux

Die Gemeinde befindet sich im Zentrum des Regionalen Naturparks Luberon auf dem Plateau des Claparèdes, das sich zwischen der Nordflanke des kreidezeitlichen Luberon-Gebirges und dem im Tertiär entstandenen Tal des Calavon erstreckt. Quer durch das Gemeindegebiet fließt der Aigue Brun – der einzige permanent wasserführende Fluss im Luberon. Er dient als alleiniger Abfluss der Claparèdes und hat sich im Laufe der Zeit zwischen dem Grand und Petit Luberon eine Schlucht zur Durance im Süden gegraben. An seinem Oberlauf, auf dem Gebiet von Buoux, wird das Flusstal von hohen Felswänden und zerstreuten einzelnen Felsgipfeln gesäumt, die vor allem für Kletterer interessant sind. Die hohen zerklüfteten Felswände weisen ein feuchtes, kühles Klimas auf und bieten eine für die Provence einzigartige Flora, die man sonst nur in gemäßigten oder kalten Regionen vorfindet.

## Verkehr
Durch den Ort Buoux verläuft die Route départementale D11.

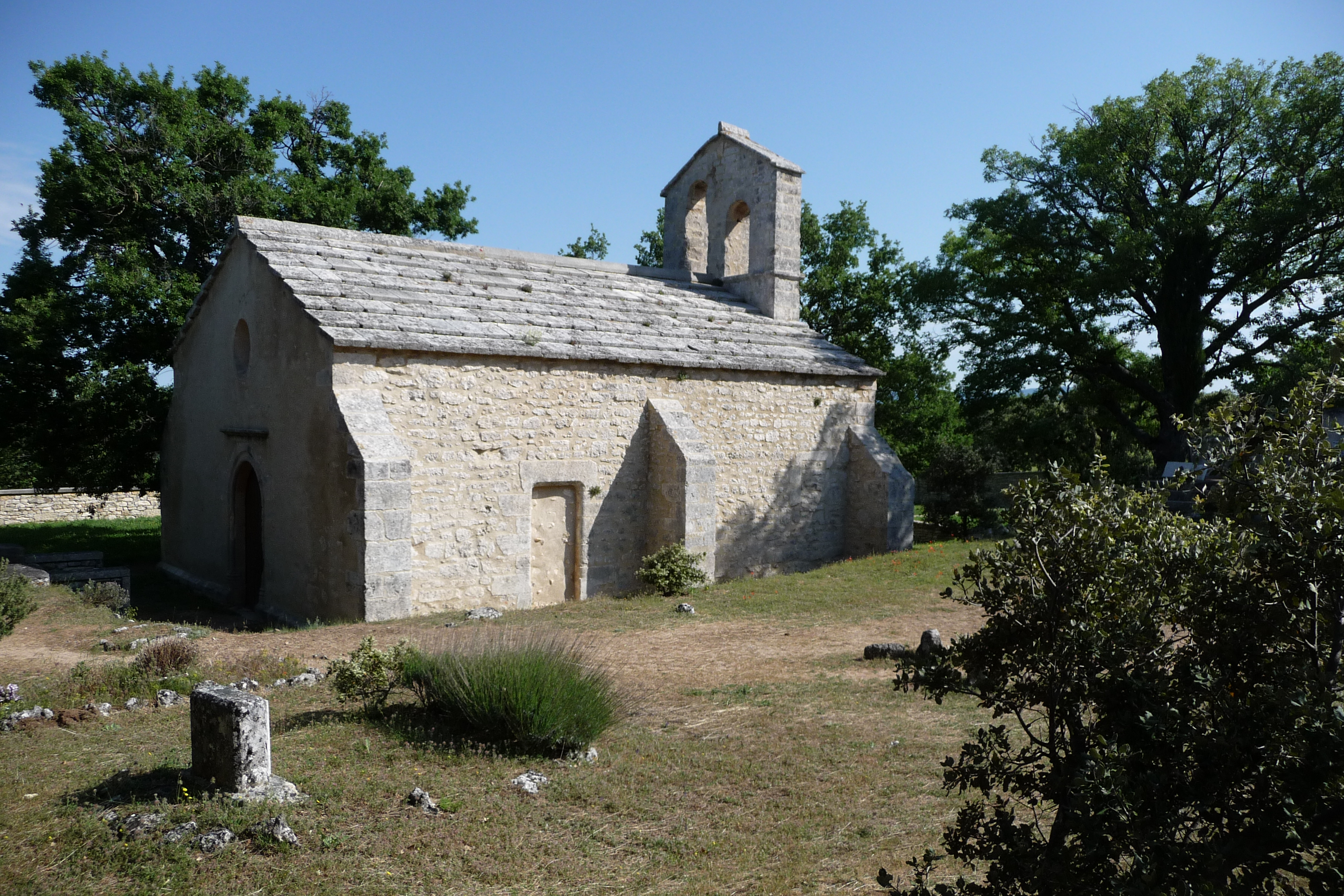
Sainte-Marie, Buoux

## Geschichte
Erste Spuren einer menschlichen Anwesenheit reichen bis ins Zeitalter des Moustérien vor 70.000 Jahren zurück. Die Höhlen im Tal des Aigue Brun, insbesondere die Baume des Peyrards, wurden mehrere Jahrtausende lang vom Neandertaler als bevorzugte Siedlungsplätze genutzt.
In der Nähe des Ortes Moulin Clos befinden sich die Ruinen eines ersten Dorfes Saint-Germain, das im fünften Jahrhundert bewohnt war, jedoch zwischen dem 12. und 14. Jahrhundert zugunsten der Festung aufgegeben wurde. Das heutige Dorf Buoux entstand Ende des 17. Jahrhunderts.

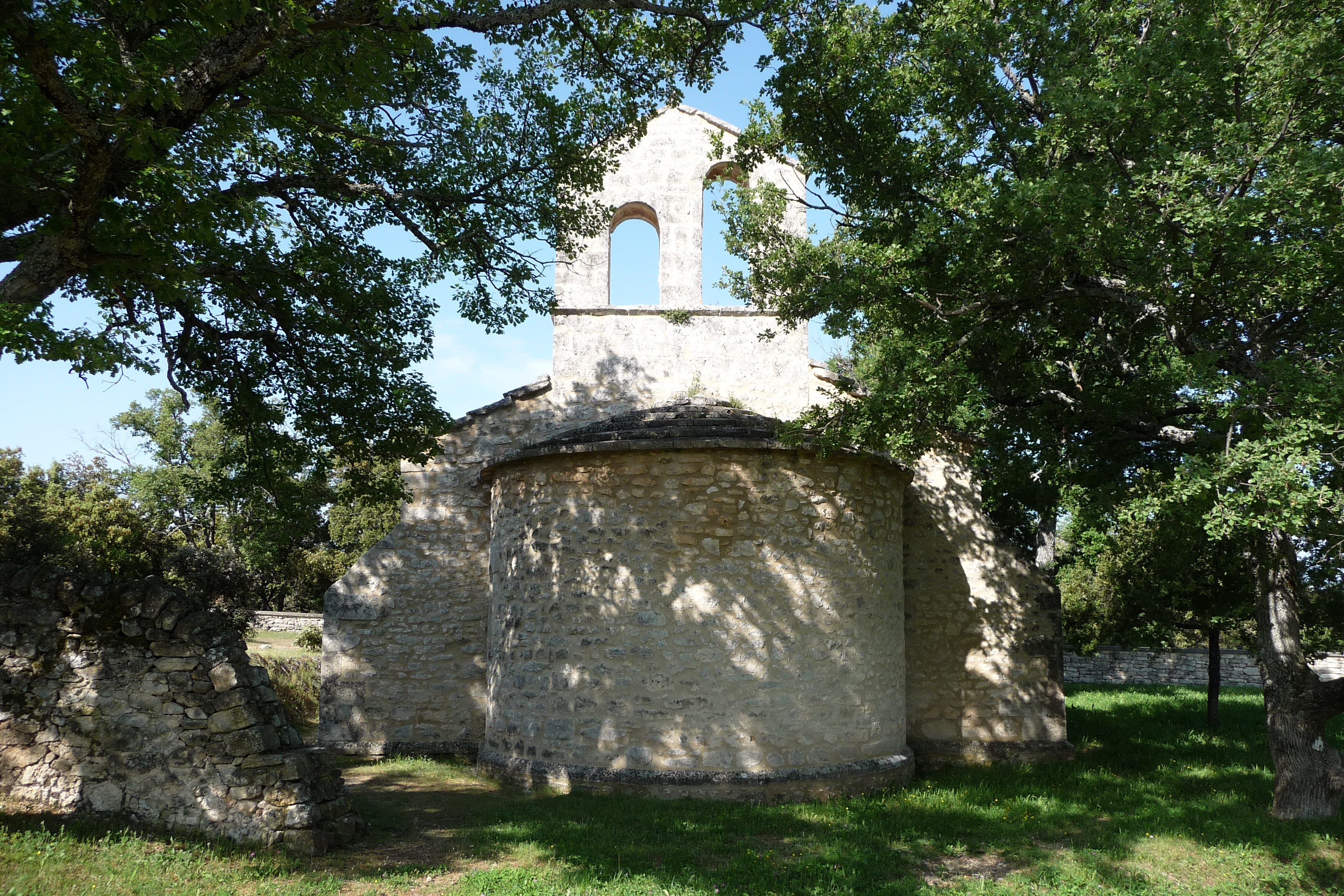
Apsis Sainte-Marie, Buoux

### Bevölkerungsentwicklung
| Jahr      | 1962 | 1968 | 1975 | 1982 | 1990 | 1999 | 2006 |
| --------- | ---- | ---- | ---- | ---- | ---- | ---- | ---- |
| Einwohner | 44   | 44   | 72   | 103  | 118  | 112  | 122  |

## Sehenswürdigkeiten

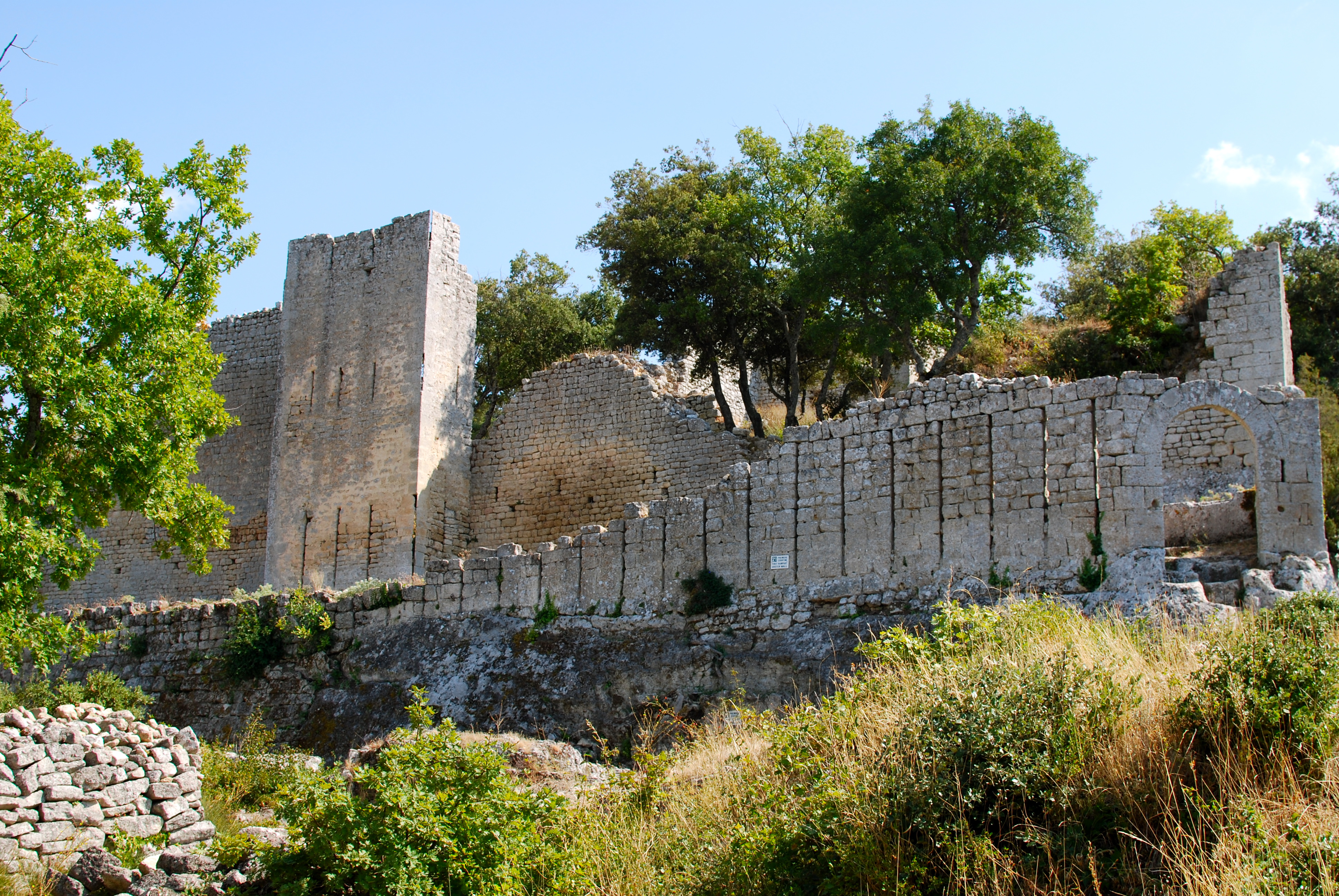
Ruinen des Fort Buoux

Zwanzig Minuten Fußweg nordwestlich vom Ort entfernt befindet sich der Friedhof mit der romanischen Kapelle Ste-Marie aus dem 13. Jahrhundert.
Von dem auf einem Felsvorsprung gelegenen Fort Buoux sind nur noch Ruinen übrig. Ludwig XIV. ließ die Festung abreißen, da er befürchtete, sie könne als Zufluchtsort für Hugenotten dienen. Zu sehen sind neben den Festungsmauern noch die Überreste von Zisternen und in den Fels gehauene Silos. Das Fort bietet darüber hinaus eine schöne Aussicht auf das umliegende Tal.
Das Schloss Buoux gehört zum Luberon-Regionalpark und trägt daneben den Namen Château de l’Environnement („Schloss der Umwelt“). Es steht vor allem für den Besuch von Schulklassen offen und beherbergt ein Schutzzentrum für Wildtiere.